# یخ‌تاق راس

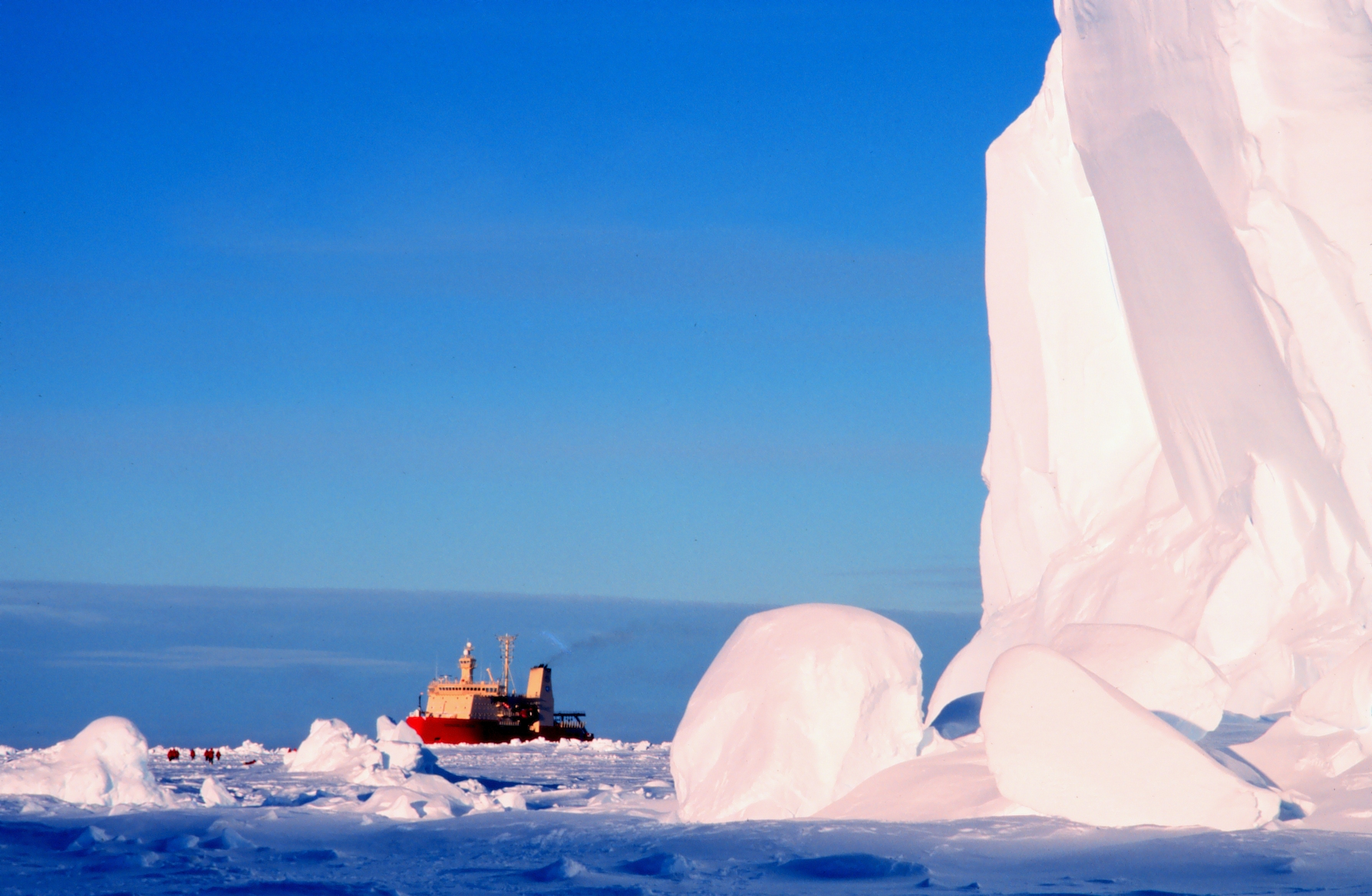
نمایی از خط ساحلی یخ‌تاق راس

یخ‌تاق راس (به انگلیسی: Ross ice shelf) بزرگترین یخ‌تاق کره زمین است که در جنوبگان واقع شده‌است. این یخ‌تاق با مساحت ۴۸۷۰۰۰ کیلومتر مربع (تقریباً مساحت کشور ترکمنستان) و طولی حدود ۸۰۰ کیلومتر دارای چندصدمتر ضخامت است. بخشی از یخ‌تاق که در نوار ساحلی دریا قرار دارد دارای ارتفاع ۱۵ تا ۵۰ متری از سطح آب است.
یخ‌تاق راس با کشور فرانسه و قلمرو یوکان کانادا هم‌اندازه است. این یخ‌تاق به نام کاشف آن جیمز کلارک راس نامگذاری شده‌است که در سال ۱۸۴۱ موفق به کشف آن گردیده‌است.

## نگارخانه

نقشهٔ قطب جنوب (یخ‌تاق راس با رنگ قرمز مشخص شده‌است)